# RTL Telekids
RTL Telekids – niderlandzki kanał telewizyjny adresowany do dzieci. Należy do nadawcy RTL Group. Został uruchomiony w 2012 roku.